# Rotegraben
Der Rotegraben, auch Rotherbach oder Schabertsgraben, ist ein rechter Zufluss der Ruwer im Landkreis Trier-Saarburg, Rheinland-Pfalz, Deutschland.
Er hat eine Länge von 2,71 Kilometern und ein Wassereinzugsgebiet von 3,987 Quadratkilometern.
Der Bach entspringt nördlich von Holzerath, fließt durch Schöndorf und mündet nordwestlich von Schöndorf in die Ruwer.